# Namirea montislewisi
Espèce
Namirea montislewisi est une espèce d'araignées mygalomorphes de la famille des Euagridae.

## Distribution
Cette espèce est endémique du Queensland en Australie. Elle se rencontre vers Cairns sur les monts Lewis et Finnigan.

## Description
La carapace de la femelle holotype mesure 4,08 mm de long sur 3,40 mm et l'abdomen 5,63 mm de long sur 4,13 mm.

## Étymologie
Son nom d'espèce lui a été donné en référence au lieu de sa découverte, le mont Lewis

## Publication originale
- Raven, 1984 : Systematics of the Australian curtain-web spiders (Ischnothelinae: Dipluridae: Chelicerata). Australian Journal of Zoology Supplementary Series, no 93, p. 1-102.